# Nissan Qazana
Nissan Qazana é um protótipo citadino sub-compacto apresentado pela Nissan na edição de 2009 do Salão de Genebra. Tanto o nome como a aparência do conceito da Nissan apresentado no Salão de Genebra são, no mínimo, curiosos. O Qazana é um estudo de estilo de um pequeno crossover, com design de traços masculinos e agilidade para o trânsito urbano, e deve antecipar o futuro modelo da marca, menor que o atual Qashqai.
A ambição do modelo não é modesta. Segundo a Nissan, o Qazana nasceu para quebrar paradigmas, trazendo um novo aproach para o mercado, buscando rejuvenescer, revigorar e estimular a categoria dos modelos compactos. Basicamente, a ideia é unir as qualidades de um compacto, ágil e econômico para o trânsito urbano, com um modelo fora de estrada, que possa ir além das ruas asfaltadas.
O resultado, aparentemente, deve dividir opiniões - o difícil é ficar indiferente ao visual do Qazana, com seus 4060 mm de comprimento, 1570 de altura, 1780 de largura e entre-eixos de 2530. Suas linhas são predominantemente curvas - linhas retas aparecem apenas no contorno das portas - e com diversos elementos inusitados, como o formato dos faróis e da grade dianteira e a ausência da coluna central.
O conjunto ótico, na dianteira, está dividido. Nos para-choques estão dois faróis circulares, enquanto duas luzes de posição, junto com os piscas, estão localizados mais acima, nos para-lamas, quase junto à coluna A.
Os arcos dos para-lamas são bastante pronunciados, e as portas não possuem maçanetas, sendo operadas por um sistema elétrico. As portas traseiras se abrem no estilo suicida e, por questões de segurança, só se abrem se as dianteiras também estiverem abertas. Na traseira, o Qazana traz lanternas no formato de bumerangue, inspiradas no esportivo 370Z e tampa do porta-malas bem pronunciada.
O interior vermelho do Qazana faz jus ao exterior e o painel de instrumentos, segundo a Nissan, é inspirado nas motocicletas. Velocímetro e conta-giros estão em dois elementos circulares brancos, com efeitos tridimensionais, unidos por uma faixa que traz outras informações.
No centro do painel, uma enorme tela do tipo sensível ao toque, também com efeitos tridimensionais, traz os comandos de navegação, áudio e climatização. O console central também busca inspiração nas duas rodas, imitando o formato do tanque de combustível de uma motocicleta.